# Inderagiri
Inderagiri – rzeka w Indonezji w środkowej części Sumatry; długość 366 km; powierzchnia dorzecza prawie 18 tys. km²; średni przepływ wody 1184 m³/s.
Źródła w górach Barisan, płynie w kierunku wschodnim, uchodzi deltą do Morza Południowochińskiego. Żeglowna na długości 150 km od ujścia.